# Иопромид
Иопромид («Ультравист») — неионизированное, низкоосмолярное трийодированное рентгеноконтрастное средство, которое повышает контрастность изображения за счет поглощения рентгеновских лучей йодом, входящим в его состав. Иопромид характеризуется минимальной фармакологической активностью и незначительно связывается с белками плазмы крови; практически не влияет на сердечно-сосудистую систему и почки.
С 2012 года Иопромид входит в перечень жизненно необходимых и важнейших лекарственных препаратов.

## Фармакокинетика
Иопромид после внутрисосудистого введения очень быстро распределяется в межклеточном пространстве. Период его полужизни в фазе распределения составляет 3 минуты, тогда как период его полужизни в фазе элиминации равен 2 часам, независимо от размера введенной дозы. При использовании препарата в дозах, рекомендуемых для диагностических целей, он выводится из организма исключительно путём гломерулярной фильтрации. Скорость экскреции почками равна примерно 18 % дозы в течение 30 минут, примерно 60 % в течение 3 часов и примерно 92 % в течение суток. Никаких метаболитов иопромида после его введения в терапевтических дозах у человека обнаружено не было.

## Показания к применению
Ультравист 240:
Усиление контрастности изображения при проведении компьютерной томографии (краниальная КТ); ангиографии (артериографии и венографии), включая внутриартериальную субтракционную ангиографию (ЦСА); внутривенной урографии; при исследовании субарахноидального пространства и других полостей тела (например, артрография, гистеросальпингография).
Ультравист 300:
Усиление контрастности изображения при проведении компьютерной томографии, артериографии и венографии, включая цифровую/внутриартериальную субтракционную ангиографию (ЦСА), внутривенной урографии, при визуализации полостей тела (например, артрография) за исключением исследований субарахноидального пространства.
Ультравист 370:
Усиление контрастности изображения при проведении компьютерной томографии, артериографии, включая цифровую внутривенную субтракционную ангиографию (ЦСА); внутривенной урографии; при визуализации полостей тела (например, артрография) за исключением исследований субарахноидального пространства.

## Подготовка больного
- Исследование должно проводиться в условиях нормального водно-электролитного баланса. Любые нарушения его следует корректировать. В особенности это относится к пациентам с миеломной болезнью, сахарным диабетом, олигоурией, гиперурикемией, а также к новорождённым, детям грудного возраста, детям раннего возраста и пожилым людям.
- Нормальная диета может соблюдаться до двух часов перед исследованием. В течение последних двух часов больной должен воздержаться от еды.
- Опыт показывает, что состояние возбуждения, страха и боль могут увеличить риск развития побочных эффектов, а также усилить связанные с введением контрастного вещества реакции организма. Этого можно избежать, успокоив пациента или применив соответствующие медикаменты.

## Побочные действия

### При внутрисосудистом введении
Побочные эффекты в случае внутрисосудистого применения йодсодержащих контрастных веществ обычно носят мягкий, умеренный и преходящий характер, и при употреблении неионных средств встречаются реже, чем в случае с ионными препаратами. Однако тяжелые и опасные для жизни реакции, не исключая и реакций с летальным исходом, всё же имели место.
- Чаще всего при внутрисосудистом применении наблюдаются такие реакции, как тошнота, рвота, эритема, болевые ощущения и чувство жара. Субъективные жалобы на ощущение жара или тошноты обычно легко устраняются при снижении скорости введения или кратковременном прерывании введения препарата.
- К прочим симптомам, которые могут возникнуть в данной ситуации, относятся: озноб, лихорадка, потливость, головная боль, головокружение, бледность, слабость, першение в горле и чувство нехватки воздуха, удушье, подъём или снижение артериального давления, зуд, крапивница и прочие кожные проявления, отёк, локальные судороги, тремор, чиханье и слезотечение.
- Эти реакции, возникающие независимо от количества вводимого препарата и способа его введения, могут быть первыми признаками начальной стадии шока. Введение контрастного вещества должно быть немедленно прекращено и — если это необходимо — следует провести специфическую терапию, предпочтительно внутривенно. Поэтому для внутривенного введения контрастного вещества рекомендуют использовать гибкие постоянные канюли (катетеры). Для того, чтобы немедленно начать проведение противошоковых мероприятий в экстренных ситуациях, под рукой у исследователей всегда должны находиться соответствующие медикаменты, трубка для эндотрахеальной интубации и аппарат искусственной вентиляции лёгких.
- Опыт показывает, что реакции гиперчувствительности чаще возникают у пациентов с аллергической предрасположенностью.
- Тяжёлые реакции, требующие экстренной терапии, наблюдаются редко и могут иметь вид дисциркуляторных нарушений, сопровождающихся периферической вазодилятацией и последующей гипотензией, рефлекторной тахикардией, нарушением дыхания, возбуждением, нарушением сознания и развитием цианоза с возможным исходом в бессознательное состояние.
- При периваскулярном введении контрастного вещества тяжелые тканевые реакции наблюдаются редко.

### Церебральная ангиография
Известно, что церебральная ангиография и прочие процедуры, в ходе которых контрастное вещество поступает в мозг с артериальной кровью, иногда могут сопровождаться такими неврологическими осложнениями как кома, временное нарушение сознания и сонливость, преходящие парезы, снижение зрения, снижение тонуса мышц лица, а также — особенно у пациентов с эпилепсией и с очаговыми поражениями мозга — эпилептические припадки. Очень редко припадки были связаны непосредственно с внутривенным введением контрастного вещества. Также может возникнуть в некоторых случаях преходящая почечная недостаточность.

### При введении в субарахноидальное пространство
При соблюдении рекомендаций по дозировке и применению Ультрависта 240 тяжелые побочные эффекты довольно редки.
- Наиболее частыми субъективными жалобами являются головные боли, тошнота и рвота. Поскольку было установлено, что данные жалобы могут быть характерным признаком падения ликворного давления в субарахноидальном пространстве после люмбальной пункции, нужно следить за тем, чтобы количество удаленного ликвора не превышало объем раствора контрастного вещества, которым этот ликвор будет замещен. С другой стороны, введение избыточного объема контрастного вещества (по сравнению с объемом удаленного ликвора) не ведет к повышению давления в субарахноидальном пространстве.
- У больных могут возникать сильные головные боли, продолжающиеся по несколько дней. При невыносимых головных болях рекомендуют внутримышечное введение 0,2 г фенобарбитала.
- Когда контрастное вещество достигнет уровня базальных цистерн, для профилактики эпилептиформных реакций рекомендуют внутримышечное введение 0,2 г фенобарбитала. Если судороги развились, необходимо ввести 10 мг диазепама в виде медленной внутривенной инъекции, затем через 20-30 мин. после стихания судорог для предупреждения рецидива внутримышечно вводят 0,2 г фенобарбитала — если только их не вводили ранее с профилактической целью. При первых признаках гиперрефлексии или мышечных фибрилляций следует, для их предупреждения в последующем, ввести диазепам. Вводят его внутривенно, в основном потому, что он начинает действовать очень быстро.
- К числу легких побочных эффектов относят сонливость, боль или же усиление ранее существовавшей боли в спине, затылке и конечностях.
- В отдельных случаях могут возникать преходящие нарушения сознания, галлюцинации или же преходящие неспецифические изменения ЭЭГ
- Через 2-6 часов после инъекции иногда наблюдали небольшое повышение мышечного тонуса, парезы и парестезии.
- В очень редких случаях после применения водорастворимых неионных контрастных средств при миелографии наблюдали асептический менингит с лихорадкой, ригидностью затылочных мышц, головной болью и повышением цитоза спинномозговой жидкости. В большинстве случаев все симптомы исчезали в пределах недели. При соблюдении рекомендаций по дозировке и применению Ультрависта 240 тяжелые побочные эффекты крайне редки.